# Joaquim Escardó Salazar
Joaquim Escardó Salazar   (Barcelona, 2 de gener de 1882 - Barcelona, 22 de desembre de 1957) fou un periodista i futbolista català de la dècada de 1900.
Fou jugador del RCD Espanyol, principalment del segon i tercer equips. L'any 1901 fou fundador, directiu i jugador del club Irish FC.
La temporada 1903-04 retornà a l'Espanyol, i va ser campió en la categoria de segons equips, denominada la Copa Moritz, on actuava també com a davanter, i campió de Catalunya amb el primer equip, amb el qual disputà dos partits com a porter.
També destacà en la seva faceta de periodista, essent cronista de premsa de partits a diaris com Los Deportes.

## Palmarès
- Campionat de Catalunya de futbol:
  - 1903-04